# Škoda Tatra
ŠKODA TATRA s.r.o. byla společná firma založená 14. června 1996 dvěma společnostmi, a sice Škoda Plzeň a Tatra, která ve firmě vlastnila menšinu čtyřiceti procent. Sídlo měla v Příboře a podnikala v oblasti automobilového průmyslu. Vyvíjela vozidlo Tatra Beta, na němž posléze při vývoji jeho verze na elektrický pohon spolupracovala se Škodou Elcar z Ejpovic. Roku 2000 byl na společnost Škoda Tatra vyhlášen konkurz, který byl 14. prosince 2004 po splnění rozvrhového usnesení zrušen, nicméně samotná firma následně 15. října 2005 zanikla.